# 田中露央沙
田中 露央沙（たなか ろおざ、1969年7月7日 - ）は、日本の元AV女優。

## 略歴・人物
1988年に「岡崎美央」の芸名でAVデビュー。また、「多岐川梨沙」の名前でも活動していた。
その後、AV監督・村西とおるが率いたダイヤモンド映像の専属女優「田中露央沙」となる。
美貌は元より肉感的な肢体と巨乳、そして激しいカラミで人気を博し、同社を代表するAV女優の一人となり多数の作品に出演した。
Netflixドラマ・「全裸監督 シーズン2」で田中をオマージュした江戸川ローマが登場し、元AKB48でグラビアアイドルの増田有華が演じた。

## 作品

### アダルトビデオ（単体作品・共演作品）

#### 「岡崎美央」名義
- 女教師びんびん物語 4（1989年11月23日、東京音光 TL-60）
- ぷりぷりドキドキEcup 史上最強のインラン3姉妹 加山なつこ 若杉ユリカ 岡崎美央（1989年12月1日、大陸書房/ピラミッド社）全3名
  - 胸いっぱい吸わせて（1990年、ナスカ）※「ぷりぷりドキドキEcup 史上最強のインラン3姉妹」(1989年)の再発売版
- 淫乳姦覚（1990年2月23日、シネマサプライ CS-107）
- おっぱいクイーン えっち白書（1990年2月19日、大陸書房 PV-1523）
- 美女折檻 緊縛白書（1990年5月20日、大陸書房/ピラミッド社 PV-1531）
- 服従契約秘書 肉欲のマリオネット（1990年、トラッド NAS-04）
- 密室監禁急所陵辱 3（?、FUKUシスターズ）

#### 「多岐川梨沙」名義
- SM純文学 龍陰の門（1989年、アートビデオ 1195）
- 奴隷姉妹 多岐川梨沙 多岐川美穂（1989年、シネマジック）

#### 「滝川梨沙」名義
- 巨乳華絶頂ノンストップ 滝川梨沙 浅野美雪（1989年、ロイヤルアート/PARIS P-058）

#### 「田中露央沙」名義
1990年
- 24時間立てられますか!?（3月25日、ダイヤモンド映像 DVI-127）
  - 24時間立てられますか!?（2005年8月30日、ダイヤモンド映像 DVI-136D）
  - 24時間立てられますか!?（2008年7月25日、ダイヤモンド映像 DAIS-033）
- お嬢さん 腰づかいがあんまりです（4月25日、ダイヤモンド映像 DVI-135） 
  - お嬢さん 腰づかいがあんまりです（2005年8月30日、ダイヤモンド映像 DVI-045D）
  - お嬢さん 腰づかいがあんまりです（2008年8月27日、ダイヤモンド映像 DAIS-039）
- 粘膜人形 露央沙（5月25日、ダイヤモンド映像 DVI-144）
  - 粘膜人形 露央沙（2005年8月30日、ダイヤモンド映像 DVI-046D）
- エクスタシーを突き抜けて（6月25日、ダイヤモンド映像 DVI-153）
  - エクスタシーを突き抜けて（2005年8月30日、ダイヤモンド映像 DVI-047D）
- 北極SEX探検隊（7月25日、ダイヤモンド映像 DVI-159）
  - 北極SEX探検隊（2005年8月30日、ダイヤモンド映像 DVI-137D）
- おっぱいクイーンえっち白書（8月19日、大陸書房 PV-1544）※岡崎美央名義の「おっぱいクイーンえっち白書」の再販売もの
- 美女折檻緊縛白書（8月19日、大陸書房 PV-1545）※岡崎美央名義の「美女折檻緊縛白書」の再販売もの
- 新・肉体の門（9月25日、ダイヤモンド映像 DVI-171） 
  - 新・肉体の門（2005年8月30日、ダイヤモンド映像 DVI-109D）
- はやすぎてもイケないの 美雪沙織 松坂季実子 桜樹ルイ 野坂なつみ 田中露央沙 沙羅樹（10月5日、裸の王様 HO-19）全6名
- 若奥様・露央沙（10月25日、ダイヤモンド映像 DVI-180）
  - 若奥様・露央沙（2005年8月30日、ダイヤモンド映像 DVI-110D）
  - 若奥様・露央沙（2008年10月29日、ダイヤモンド映像 DAIP-006）
- 新説 走れ!メロス（11月25日、ダイヤモンド映像 DVI-199）
  - 新説 走れ!メロス（2005年8月30日、ダイヤモンド映像 DVI-138D）
- ぶっといのでしびれちゃった（12月25日、ダイヤモンド映像 DVI-203）
- 女教師・露央沙（ ? 、ダイヤモンド映像 DVI-189）
  - 女教師・露央沙（2008年4月25日、ダイヤモンド映像 DAIR-012）
- スチュワーデス 露央沙（ ? 、せいふく舎 SEK-1）

1991年
- 新説 金閣寺（1月11日、ダイヤモンド映像 DVI-213）
  - 新説 金閣寺（2008年3月25日、ダイヤモンド映像 DAIS-005）
- 女予備校教師（2月11日、ダイヤモンド映像 DVI-223）
  - 女予備校教師（2008年6月27日、ダイヤモンド映像 DAIS-012）
- 女医 露央沙（3月25日、ダイヤモンド映像 DVI-239）
- インストラクター露央沙（4月11日、ダイヤモンド映像 DVI-244）
- 新説 野菊の墓（5月11日、ダイヤモンド映像 DVI-254）
  - 新説 野菊の墓（2005年8月30日、ダイヤモンド映像 DVI-075D）
- ジャンボで突いて（5月17日、ダイヤモンド映像 MAS-022）
- 新説 青春の門（6月11日、ダイヤモンド映像 DVI-264）
  - 新説 青春の門（2005年8月30日、ダイヤモンド映像 DVI-076D）
  - 新説 青春の門（2008年5月28日、ダイヤモンド映像 DAIS-014）
- ストレートFUCKINGマン（7月25日、ダイヤモンド映像 VVC27）
- 岩手の女 田中露央沙（8月25日、ダイヤモンド映像 BIC-173）
- ボディコン娘 食い込みすぎかしら（9月21日、ダイヤモンド映像 BIC-181）
- エグイスト 獣欲天使（10月17日、ダイヤモンド映像 VVC-39）
- 美女卍肉儀式（11月22日、ダイヤモンド映像 MAS-050）
- ハイレグスターぶち抜く（11月25日、ダイヤモンド映像 BIC-202）
- 聖水奴隷 飲み込みがいい女（12月26日、ダイヤモンド映像 VVC-49）
- 感じる露央沙・震えてたれる 女・性豪伝 Vol.4（ ? 、ダイヤモンド映像/ビッグマン BIC-222）
  - 絶叫昇天 感じる露央沙・震えてたれる 女・性豪伝 Vol.4（ ? 、ツインズプロモーション/ビッグマン TWI-04）
- 怒りのくびれ締め 喰い込みバレリーナ（ ? 、ダイヤモンド映像）
- 濃芯娘 戯びます（ ? 、イメージボックス AV-18）
- Mっぽいのがお好き（ ? 、アイディ出版 CL-011）
- ローズ、露央沙、ローゼスト（ ? 、アイディ出版 PM-002）

1992年
- 最高傑作 まいったか!（2月21日、ダイヤモンド映像 BIC-231）
- 恋獄・愛の奴隷（6月25日、三和出版 SAV-02）
- 愛という名のもとに 田中露央沙 篠原さゆり（6月25日、ダイヤモンド映像 DYN-08）
- 無敵のそそり締め 田中露央沙ベストコレクション（ビッグワークス BJ-006）
- 濡れそぼる隣人 田中露央沙ベストコレクション（ビッグワークス）
- ザラつきすぎます抜きと埋め（ビッグワークス）
- 巨乳繚乱 田中露央沙 浅野美雪（ゼファー ZEV-07）

2004年
- Re:田中露央沙（2月27日、ロイヤルアート/M-KING）※総集編
- DECADE 田中露央沙（10月22日、ピエロ）※総集編

2006年
- vintage 田中露央沙（2月28日、エイジーエイ）※総集編
- LEGEND OF QUEEN VOL.1 [完全復刻・保存版]（9月15日、アールエフプランニング）※総集編
- 田中露央沙 大全集（10月20日、ケイズワークス）※総集編

2007年
- Legend plus VOL.2（10月26日、エーエスジェイ）※総集編

### アダルトビデオ（オムニバス単体作品、BESTもの）
- ベストセレクション 即タテる女 田中露央沙（2000年1月27日、ニューシネマジャパン DNAS-009）
- 美神伝説 田中露央沙（2000年12月15日、日本メディアサプライ MSD-55）※「24時間立てられますか？」「エクスタシーを突き抜けて」「女予備校教師」「新説青春の門」を収録
- RE：田中露央沙（2004年2月27日、ロイヤル・アート MKDV-122） ※「岩手の女」「最高傑作 まいったか!」を収録
- THE☆永久保存版 田中露央沙スペシャル（2004年5月24日、ニューシネマジャパン DDSP-10）
  - THE☆永久保存版 田中露央沙スペシャル（2014年9月30日、ダイヤモンド映像 DVI-018）
- DECADE 田中露央沙（2004年10月22日、ピエロ PAR-093）
- Vintage 田中露央沙（2006年2月28日、ヴィンテージ DVIN-12）
  - Vintage 田中露央沙（2024年4月26日、AGA VNTG-009）
- 田中露央沙 大全集 4時間＋4時間2枚組（2006年10月20日、日本メディアサプライ ULTR-001）
- 粘膜人形／エクスタシーを突き抜けて 田中露央沙（2008年9月27日、ダイヤモンド映像 DAIP-003）※「粘膜人形」「エクスタシーを突き抜けて」を収録
- 若奥様・露央沙／女医・露央沙 田中露央沙（2008年10月29日、ダイヤモンド映像 DAIP-006）※「若奥様・露央沙」「女医・露央沙」を収録
- ぶっといのでしびれちゃった／インストラクター露央沙 田中露央沙（2008年11月27日、ダイヤモンド映像 DAIP-011）※「ぶっといのでしびれちゃった」「インストラクター露央沙」を収録
- 新説 野菊の墓／新・肉体の門 田中露央沙（2008年12月25日、ダイヤモンド映像 DAIP-013）※「新説 野菊の墓」「新・肉体の門」を収録
- 新説 金閣寺／女教師・露央沙 田中露央沙（2009年3月27日、ダイヤモンド映像 DAIP-025）※「新説 金閣寺」「女教師・露央沙」を収録
- 新説 青春の門／女予備校教師 田中露央沙（2009年4月28日、ダイヤモンド映像 DAIP-030）※「新説 青春の門」「女予備校教師」を収録
- DECADE EX 21 田中露央沙（2010年4月30日、ピエロ DEX-021）

### アダルトビデオ（編集作品）

#### 「岡崎美央」名義
1990年
- SUPER・LINGERIE 6 林かづき 木田彩水 立花あやか 庄司みゆき 藤森真奈 岡崎美央 伊藤香 斉藤みゆき（3月10日、英知出版 UKV66-06）
- バイブの好きな懲りない面々 4（11月8日、シネマサプライ CS-144）全7名
- 女教師びんびん物語スペシャル 2 冴島奈緒 田中露央沙 田中さとみ（東京音光）※総集編 全3名

#### 「田中露央沙」名義
1990年
- 清水大敬七番勝負 抜くぞ！ 3（7月25日、ダイヤモンド映像 DVI-162）全7名
  - 清水大敬七番勝負 抜くぞ！ 3（2005年8月30日、ダイヤモンド映像 DVI-007D）全7名
- あぶない瞬間 超乳がいっぱい（11月19日、大陸書房 PV-1559）全5名

1991年
- 巨乳ベストセレクション ’91（1月5日、大陸書房 PV-1713）全13名
- 被虐の愛奴たち 菊池えり 舞坂ゆい 田中露央沙（2月18日、ピラミッド社 PV-1571）※総集編 全3名

1992年
- ビザールでゴザール SMクイーンスペシャル 田中露央沙 菊池えり 舞坂ゆい（ピーチ企画 AP-15）全3名
- トライアングルプレイ 田中露央沙 黒木絵梨花 上原瞳（ロンサムジャパン）全3名
- 恥じらいくらべ ダイヤモンドエンジェルス 卑弥呼 小鳩美愛 乃木真梨子 桃瀬くらら 田中露央沙 栗田ひろこ（ダイヤモンド映像）全6名

1993年
- AV巨乳10年史 2 飯島愛 田中露央沙 岸ゆり いとうしいな 他（8月16日、笠倉出版社 AJV77-92）全25名
- Pix by CINEMAGIC 3 いきなりクライマックス（11月30日、大洋図書 OT-164014）全13名

1994年
- AV巨乳年鑑 2（11月7日、笠倉出版社）全33名
- お姉さんはE気持ち！ BIG5スペシャル 小鳩美愛 卑弥呼 岸ゆり 田中露央沙 幸坂絵美（ペガサスランド YSM-225）全5名

1995年
- スーパーD乳コレクション 2（2月25日、オデッセウス出版/イメージボックス AB-0085）全10名
- コレクター北条満編集 4 SM狂い淫乱女20人（5月15日、オデッセウス出版 AB-0127）全20名

1996年
- 大巨乳 ワイド90分 1（9月24日、笠倉出版社 AJV-7688）全25名

1997年
- 24時間犯されました 田中露央沙（10月24日、ニューシネマジャパン KMDVD-28）
- 浣腸・ビザール・奈落の官能 15（アートビデオ A-0052）※「SM純文学 龍陰の門/多岐川梨沙」「瓶詰め処女/日高優」を収録

1999年
- 田中露央沙の生スケ挿入（12月9日、ブーメラン BM-04）

2001年
- 巨乳美乳ベストコレクション 2（1月14日、ディジタルメディアネットワーク JNM-002）全10名
- 20世紀最高の女神たち（2月9日、日本メディアサプライ MSD-027）全8名
- Adult Beauty 55 ベスト10女優 スーパーD乳コレクション（6月28日、ファーストミュージック ELD-055）全10名

2002年
- 豊田薫VSダイヤモンド映像お宝女優 卑弥呼 桜樹ルイ 田中露央沙 藤小雪（2月20日、イーコンプレックス DMAX-2）全4名

2003年
- プロジェクトXXX 美乳セレクション（6月20日、ラブメルシー TBD-2802）全10名
- REVIVAL COLLECTION 10 よみがえるダイヤモンド映像の女優たち 卑弥呼 藤小雪 田中露央沙 小鳩美愛（写真集+DVD）（8月1日、鹿砦社 RS-10）全4名

2004年
- RE：僕達は忘れない…ウルトラBEST4時間（4月23日、ロイヤル・アート MKDV-128）全12名
- The Best of Pierrot 3（10月15日、ピエロ PAR-91）全25名

2005年
- レジェンドアイドル10カラット 2（10月1日、麒麟堂 LAC-02）全10名

2006年
- LEGEND OF QUEEN VOL.1（8月25日、アールエフプランニング DFJ-003）全4名
- Actrice 6 1985～1995 トップAVアイドル Best 20（9月5日、アイザックTOKYO ZD-10）全20名

2007年
- Legend Idoll 10cts.4（1月25日、麒麟堂 LAC-04）全10名
- 平成美女22人（8月1日、チャンネル・ヴィ HBS-001）全22名
- Legend Plus 豊丸 井上華菜 田中露央沙（10月26日、エー・エス・ジェイ GRAP-002）全3名

2009年
- DECADE GALS SP02（5月29日、ピエロ PAR-237）全12名
- 伝説の女優ダイヤモンドコレクション500分2枚組 松坂季実子 卑弥呼 桜樹ルイ 野坂なつみ 田中露央沙 ほか（11月28日、フラットコーポレーション FD-287）

2010年
- SM純文学 龍陰の門＋奴麗牝 田中露央沙 広田まみ（6月23日、アートビデオ ADV-VSR0414）※「SM純文学 龍陰の門/田中露央沙」「奴麗牝/広田まみ」を収録

2012年
- AV30年史 1 不朽の名作シリーズ編 横山美雪 愛菜りな 樹まり子 田中露央沙 ほか（1月7日、オールアダルトジャパン）多数出演
- AV女優100人 2 伝説＆現役のトップ女優たち（3月13日、オールアダルトジャパン AAJ-012）全100名
- DECADE EX 48 木田彩水 田中露央沙 森川いづみ（6月8日、ピエロ DEX-048）全3名

2014年
- FLASH DVD (3月11日号 特別付録) 松坂季実子 高倉真理子 沙羅樹 桜樹ルイ 田中露央沙 ほか（2月25日、光文社 FLASH-1275）全8名

2019年
- 伝説の大女優 エグすぎ闇流出 5枚組 20時間 vol．1（7月26日、アトラス21 DAGBX-001）全5名

発売年不明
- クリトリスの旅を愉しむ（ユニプロ YP-003）VHS 全5名
- NEW Super裏Secret（染夜エンタープライズ NSS-006）VHS 多数出演
- 連発ZAURUS GOLD 14（ワイルド・セブン RZG-014）VHS 多数出演
- 淫乱！！ 田中露央沙（アンダーグラウンド UG-03）VHS
- 卑弥呼 藤小雪 田中露央沙 小鳩美愛（関西ソフト 鹿砦社-10）VHS 全4名
- コレクター北条満編集 3 バック狂い・淫乱30人（コレクターズ・システム販売 HJM-03）VHS 全30名
- コレクター北条満編集 4 顔射フェラ狂い・淫乱30人（コレクターズ・システム販売 HJM-04）VHS 全30名
- コレクター北条満編集 5 バイブ狂い・淫乱30人（コレクターズ・システム販売 HJM-05）VHS 全30名
- コレクター北条満編集 6 SM狂い・淫乱30人（コレクターズ・システム販売 HJM-06）VHS 全30名
- コレクター北条満編集 31 巨乳美乳絶叫・淫乱50人（コレクターズ・システム販売 HJM-31）VHS 全50名
- コレクター北条満編集 49 完全絶頂コレクション痙攣60人I（コレクターズ・システム販売 HJM-49）VHS 全60名
- Forever フォーエバー 田中露央沙（コレクターズ・システム販売 FOR-15）VHS
- 田中露央沙 remix（Funky Sensation MAX-023）VHS
- 田中露央沙 ファイナルエロス（? ARA-8）VHS
- 闇業界 田中露央沙（? MQ-4）VHS

### 映画
- 本番名器（1991年8月9日公開、エクセス）監督:馬羅魔少将 - 主演 ※「新説 金閣寺」を60分の劇場用映画に編集したもの [4]

### オリジナルビデオ
- 女ランボー（1990年12月28日、ダイヤモンド映像/日本ビデオ映画）監督:鈴木一平 [5]
- 女教師 濡れたピアノの下で（1991年12月1日、ダイヤモンド映像/日本ビデオ映画）監督:長石多可男 [6]

## 書籍

### 写真集

#### 「岡崎美央」名義
- 縛姦 令嬢緊縛物語（1989年1月1日、日向書房）
- 愛奴写真館ジャジャ 8 岡崎美央写真集（1990年4月20日、大陸書房、撮影:大木真澄）

#### 「田中露央沙」名義
- 灼熱のランデブー（1990年6月20日、大陸書房、撮影:山木隆夫）
- ニューアイドル写真集 田中露央沙 密室のシェスタ（1990年8月14日、大陸書房/ピラミッド社、撮影:山木隆夫）ISBN 9784803330120
- 田中露央沙 IN ITALY（1990年8月20日、ダイヤモンド映像/ビックマン、撮影:村西とおる）ISBN 9784894050433
- 愛奴写真館 ジャジャデラックス 2 田中露央沙 いとうしいな 宮沢陽子 樹まり子（1991年1月20日、大陸書房、撮影:大木真澄）全4名
- Big Melon 仁科ひとみ 希志真理子 美咲舞 田中露央沙 ほか（1991年7月20日、大陸書房）全12名
- 田中露央沙写真集（1991年11月20日、ビックマン、撮影:稲村幸夫 中川秀樹 大隈孝之）ISBN 9784894050884
- 愛奴写真館ジャジャ 田中露央沙 倒錯奴隷（1991年11月25日、大陸書房/ピラミッド社、撮影:大木真澄）ISBN 9784803337648
- 田中露央沙写真集（1991年12月25日、スコラ、撮影:伊藤隼也）ISBN 9784796200585
- SEXYマドンナ 坂巻良亮作品集 田中露央沙 千堂まりあ 北岡錦 ほか（1993年2月25日、綜合図書、撮影:坂巻良亮）全7名
- 美縛の麗人 13人の被虐妖精 いとうしいな 樹まり子 小林ひとみ 田中露央沙 ほか（1993年4月5日、ミリオン出版、撮影:大木真澄）全13名
- 桃色吐息 sexy mirage 乱舞91人エロスの響宴 高倉真理子 松坂季実子 桜樹ルイ 野坂なつみ 田中露央沙 ほか（1993年7月5日、テイ・アイ・エス）ISBN 9784886180810 全91名
- 花吹雪 写真集 卑弥呼 小鳩美樹 荻野慶子 田中露央沙（1994年5月30日、つがる）ISBN 9784887230095 全4名
- ダイヤモンド321 永遠のダイヤモンドガールたち 松坂季実子 桜樹ルイ 藤小雪 田中露央沙 ほか（2003年1月10日、ぶんか社）ISBN 9784821124824 全321名
- REVIVAL COLLECTION 10 よみがえるダイヤモンド映像の女優たち 卑弥呼 藤小雪 田中露央沙 小鳩美愛（写真集+DVD）（2003年8月1日、鹿砦社 RS-10）ISBN 9784846305192 全4名
- Video Gal Clip vol.3 田中露央沙+田代緑+山下恵美子（?、さーくる社）

### 雑誌

#### 「岡崎美央」名義
- オレンジ通信 1990年3月号（東京三世社）

#### 「多岐川梨沙」名義
- MY 美少女 1989年4月号（サン出版）
- ギャルズ通信 1989年7月号（日本出版社）
- S&Mスナイパー 1989年9月号（ミリオン出版）
- 悦虐写真館 デラックスVOL.2（1991年12月15日、サンワムック）
- bust fetish バストフェティッシュ（?、ペガサスブック）

#### 「田中露央沙」名義
- VIDEO-X 1990年6月号（笠倉出版社）
- オレンジ通信 1990年6月号、1991年2月号、8月号、9月号、1992年6月号（東京三世社）
- GRACE 1990年9月号、11月号、1992年1月号、5月号（若生出版）
- ビデオ・ザ・ワールド 1990年10月号、1996年2月号、1997年5月号、10月号、1998年4月号（白夜書房/コアマガジン）
- GORO 1990年10月11日号（小学館）
- アップル通信 1990年11月号、12月号（三和出版）
- ベストビデオ 1990年12月号（付録:田中露央沙袋綴じポスター）（三和出版）
- スコラ 1990年12月6日号、1992年1月09日号（スコラ）
- Show! NO.1 人気ビデオ女優のランジェリー（1991年5月10日、若生出版）
- Girl Friends 1991年8月号（若生出版）
- ビデオメイトDX 1991年8月号（少年出版社）
- デラべっぴん 1992年1月号（英知出版）
- URECCO 1992年2月号（ミリオン出版）
- ビデオボーイ 1992年2月号（英知出版）
- ベスト・オブ・ビデオ・ザ・ワールド 1992年3月号（表紙）（白夜書房）
- AVいだてん情報 1992年3月号（大洋図書）
- 緊縛SM写真集 マニア倶楽部 デラックス vol.11（1992年11月25日、三和出版）
- BONNOU デラべっぴん1992年12月号増刊（メディアックス）
- Crash 1993年5月号、1996年3月号（白夜書房/コアマガジン）
- TOP TEN MATE 1993年10月号（若生出版）

### コミック
- AVギャル初体験物語(2) 林かづき 五島めぐ 早瀬理沙 田中露央沙 桜樹ルイ 寺崎泉（著者:葉月かずお）（1991年4月10日、日本文華社）ISBN 9784821193356 全6名